# Marcia Gilbert-Roberts
Marcia Gilbert-Roberts (* 31. Oktober 1950 in Kingston) ist eine jamaikanische Diplomatin.

## Leben
Marcia Gilbert-Roberts spricht fließend Englisch, Französisch, Deutsch und Spanisch.
1973 schloss sie ein Lehramtsstudium an der University of the West Indies in Mona (Jamaika) ab.
Seit 1975 ist sie Master der Psycholinguistik an der Universität der Franche-Comté in Besançon.
Im Juli 1976 trat sie in den auswärtigen Dienst.
Von 1986 bis 1991 war sie stellvertretende Direktorin im auswärtigen Amt.
Von 1991 bis 1996 war sie im Rang einer Gesandten stellvertretende Hochkommissarin in London.
Von 1996 bis 1998 war sie Direktorin im auswärtigen Amt.
Von 2002 bis 2007 war sie Botschafterin in Bonn, zeitgleich war sie mit Sitz in Berlin beim Heiligen Stuhl (13. Dezember 2002), in Tel Aviv, Den Haag, Prag, Bratislava, Warschau (14. März 2003) und Bern akkreditiert.
Von Oktober 2007 bis Dezember 2011 war sie ständige Vertreterin bei der UNESCO in Paris. Vom 29. Mai 2008 bis zum 3. Dezember 2012 war sie Botschafterin in Brüssel und war bei der Europäischen Kommission bei den Regierungen in Paris (26. Januar 2009), Luxemburg, Monaco, Den Haag, Lissabon und Madrid akkreditiert.
In Brüssel war sie an den Verhandlungen zu einem Folgeabkommens für das bis 2020 befristete Cotonou-Abkommen beteiligt.
2005 wurde sie von Johannes Paul II. mit einem Großkreuz des Gregoriusordens ausgezeichnet.
2011 wurde sie im Rang eines Commander mit dem Order of Distinction ausgezeichnet.